# M. Night Shyamalan
Manoj Nelliyattu „M. Night” Shyamalan (ejtsd: manodzs nellijattu em nájt sámalán) (Mahé, Puduccseri, India, 1970. augusztus 6. –) indiai származású amerikai filmrendező, forgatókönyvíró, producer és színész.

## Élete és pályafutása
Indiában született orvos házaspár gyermekeként, Philadelphiában nőtt fel. Jó nevű katolikus általános iskolába, majd egy episzkopális középiskolába járt, diplomáját a New York Egyetemen szerezte.
Nyolcéves korában kapott egy Super 8-as kamerát, ekkor ismerkedett a filmezéssel, ami a szenvedélyévé vált. Első filmjét (Praying with Anger) 22 évesen forgatta.

## Filmográfia

### Rendezései

#### Film
| Év   | Magyar cím             | Eredeti cím        | Feladatkör | Feladatkör | Feladatkör |
| Év   | Magyar cím             | Eredeti cím        | Rendező    | Író        | Producer   |
| ---- | ---------------------- | ------------------ | ---------- | ---------- | ---------- |
| 1992 |                        | Praying with Anger | Igen       | Igen       | Igen       |
| 1998 | Nyitott szemmel        | Wide Awake         | Igen       | Igen       | Nem        |
| 1999 | Hatodik érzék          | The Sixth Sense    | Igen       | Igen       | Nem        |
| 1999 | Stuart Little, kisegér | Stuart Little      | Nem        | Igen       | Nem        |
| 2000 | A sebezhetetlen        | Unbreakable        | Igen       | Igen       | Igen       |
| 2002 | Jelek                  | Signs              | Igen       | Igen       | Igen       |
| 2004 | A falu                 | The Village        | Igen       | Igen       | Igen       |
| 2006 | Lány a vízben          | Lady in the Water  | Igen       | Igen       | Igen       |
| 2008 | Az esemény             | The Happening      | Igen       | Igen       | Igen       |
| 2010 | Az utolsó léghajlító   | The Last Airbender | Igen       | Igen       | Igen       |
| 2010 | Ördög                  | Devil              | Nem        | Sztori     | Igen       |
| 2013 | A Föld után            | After Earth        | Igen       | Igen       | Igen       |
| 2015 | A látogatás            | The Visit          | Igen       | Igen       | Igen       |
| 2016 | Széttörve              | Split              | Igen       | Igen       | Igen       |
| 2019 | Üveg                   | Glass              | Igen       | Igen       | Igen       |
| 2021 | Idő                    | Old                | Igen       | Igen       | Igen       |
| 2023 | Kopogás a kunyhóban    | Knock at the Cabin | Igen       | Igen       | Igen       |
| 2024 | A figyelők             | The Watchers       | Nem        | Nem        | Igen       |
| 2024 | A csapda               | Trap               | Igen       | Igen       | Igen       |

#### Televízió
| Év        | Magyar cím    | Eredeti cím   | Feladatkör | Feladatkör      | Megjegyzések |
| Év        | Magyar cím    | Eredeti cím   | Rendező    | Vezető producer | Megjegyzések |
| --------- | ------------- | ------------- | ---------- | --------------- | ------------ |
| 2015–2016 | Wayward Pines | Wayward Pines | Igen       | Igen            | 1 epizód     |
| 2019–2023 |               | Servant       | Igen       | Igen            | 4 epizód     |

### Színészként

#### Film
| Év   | Magyar cím           | Eredeti cím        | Szerep                               | Magyar hang    |
| ---- | -------------------- | ------------------ | ------------------------------------ | -------------- |
| 1992 |                      | Praying with Anger | Dev Raman                            |                |
| 1999 | Hatodik érzék        | The Sixth Sense    | Dr. Hill                             | Németh Gábor   |
| 2000 | A sebezhetetlen      | Unbreakable        | Jai, drogdíler                       |                |
| 2002 | Jelek                | Signs              | Ray Reddy                            | Schmied Zoltán |
| 2004 | A falu               | The Village        | Jay, őr az asztalnál                 |                |
| 2006 | Lány a vízben        | Lady in the Water  | Vick Ran                             | Viczián Ottó   |
| 2008 | Az esemény           | The Happening      | Joey (hangja)                        |                |
| 2010 | Az utolsó léghajlító | The Last Airbender | tűzhajlító (stáblistán nem szerepel) |                |
| 2016 | Széttörve            | Split              | Jai                                  | Sánta László   |
| 2019 | Üveg                 | Glass              | Jai                                  | Sánta László   |
| 2021 | Idő                  | Old                | kisbusz sofőrje                      | Crespo Rodrigo |
| 2023 | Kopogás a kunyhóban  | Knock at the Cabin | társ-műsorvezető                     |                |
| 2024 | A csapda             | Trap               | Szpotter                             | Janicsek Péter |

#### Televízió
| Év        | Magyar cím  | Eredeti cím | Szerep    | Megjegyzések |
| --------- | ----------- | ----------- | --------- | ------------ |
| 2007      | Törtetők    | Entourage   | önmaga    | 1 epizód     |
| 2019–2020 | Rólunk szól | This Is Us  | önmaga    | 2 epizód     |
| 2019      |             | Servant     | kézbesítő | 1 epizód     |

## Magánélete
Házastársa Bhavna Vaswani, három gyermekük van.

## Elismerések
2008-ban Shyamalan elnyerte a Padma Shri díjat az indiai kormánytól.